# Torre Premium
La Torre Premium è un grattacielo della città di Bruxelles in Belgio.

## Storia
I lavori di costruzione dell'edificio, iniziati nel 2010, vennero ultimati nel 2014.

## Descrizione
La torre, a destinazione residenziale, è alta 142 metri per 42 piani, cosa che ne fa il terzo edificio più alto di Bruxelles e la più alta torre residenziale del Belgio, scalzando la Torre Brusilia.